# Antonio Vayas Gutiérrez
Antonio Vayas Gutiérrez (Pesués, Cantàbria, 1884 – Santander, Cantàbria, 1937) va ser un destacat polític i líder sindical càntabre.

## Biografia
Des de la seva localitat natal, Pesués (del municipi de Val de San Vicente situat en la costa occidental de Cantàbria) es va traslladar a la capital, Santander, amb de la seva família, sent encara nen. A Santander es va dedicar a la tipografia i es va endinsar en la política sent membre de l'Agrupació Socialista i de la Societat d'Impressors, Litògrafs i Enquadernadors de Santander des de l'any 1902.
Va ser fundador, juntament amb altres joves (entre els quals destaca Antonio Ramos) de la Joventut Socialista de Santander l'abril de 1904. Antonio Vayas participà en les campanyes i mítings sindicals que van organitzar els obrers muntanyesos durant les primeres dècades del segle xx.
En la seva faceta com a propagandista, va fer un ús constant dels periòdics regionals per difondre el pensament socialista i fer arribar a l'opinió pública les posicions defensades per membres de la UGT en la província de Santander. En aquest sentit, els seus articles periodístics, o de pensament, van ser publicats tant en mitjans afins a la seva ideologia (El Socialista, La Gráfica, La Región, Recta i UGT de Castro) com en publicacions d'interès general (El Cantábrico o La Voz de Cantabria).
Va donar suport a la constitució de la Federació Obrera Muntanyesa, dirigint la taula del congrés en el qual va quedar oficialment instituïda l'any 1922 i, més tard presidint aquesta organització de 1925 a 1927 i de nou el 1930. A més, va ser un dels seus representants en la Junta Provincial de Reformes Socials a partir de 1926, també en la Delegació Local de Treball, el 1933 i, per altrabanda, l'any 1927 va ser elegit president de la societat de tipògrafs "La Gráfica".
Antonio Vayas va ser un dels components del Comitè Provincial de Vaga en el mes d'agost de 1917 amb motiu de la vaga general de 1917. A causa de la seva participació va ser empresonat durant quatre mesos. De nou seriosa empresonat l'any 1930 per participar i ser membre del comitè que va organitzar la vaga general de desembre del mateix any. També va formar part de la direcció sindical que va coordinar les accions dels obrers a l'octubre de 1934, participació que el va conduir, una vegada més, a presó.
Durant la Guerra Civil, ja l'any 1937 va ser nomenat conseller d'Obres Públiques al Consell Interprovincial de Santander, Palència i Burgos que va presidir Juan Ruiz Olazarán, president del Consell Regional com a membre del Front Popular.
Va estar en el càrrec fins al moment de l'evacuació de Santander el 24 d'agost de 1937. Antonio Vayas Gutiérrez es va quedar a la ciutat i es desconeixen els motius que li van impedir abandonar la capital de la província, però el que sí que se sap és que va ser assassinat d'un tret al cap l'endemà, el 25 d'agost de 1937, en ser ocupada.